# 茂岩橋 (十勝川)
茂岩橋（もいわばし）は、北海道中川郡豊頃町の十勝川に架かる北海道道320号旅来豊頃停車場線の橋である。豊頃大橋が開通するまでは国道38号の橋であった。

## 概要
1936年に着工するも、翌1937年の日華事変（日中戦争）の勃発で、ピーヤ4本を打ち込んだだけで工事中止となった。このため。1937年と1940年に当面の交通打開のために一時しのぎの木橋を架橋し、戦後の1951年に帯広開発建設部により工事着手が再開される。1953年12月に中央トラ部332.4mが完成し仮通行（第一次工事完了）。第二期工事は十勝川改修計画の進捗と交通量の激増に鑑み、1957年に高水敷部分の両翼613.4mの架橋工事に着手した。1961年10月28日に橋が完成し、最後の仕上げの為、同年7月から9月25日にかけて橋の通行を禁止し車道の臨時渡し船が開設された。
茂岩橋は1971年時点で日本国内5位、東北・北海道1位のもので、ゲルバートラス3連、ワーレントラス2連、ゲルバーガーター18連が特徴である。現在でも変断面下路式ゲルバートラスの橋梁において国内最長スパンを誇っている。
2023年度には、土木学会選奨土木遺産に選奨された。